# الگا فورش
الگا فُرش (روسی: О́льга Дми́триевна Форш؛ ۲۸ مهٔ ۱۸۷۳ – ۱۷ ژوئیهٔ ۱۹۶۱) رمان‌نویس، نمایشنامه نویس، خاطره نویس و سناریو نویس اهل اتحاد جماهیر شوروی (روسیه) بود.

## جوایز
وی برندهٔ جوایزی همچون نشان پرچم سرخ کار و نشان برجسته افتخار شده‌است.